# Cristina (telenovela)
Cristina es una telenovela venezolana producida por RCTV en 1970, de la pluma de la escritora Inés Rodena, protagonizada por Marina Baura y Raúl Amundaray. 
Cristina es una adaptación de la radionovela "La virgen del cerro" de Inés Rodena. 

## Reparto
- Marina Baura - Cristina
- Raúl Amundaray - Raúl
- María Félix - Domenica, La Leona
- Bárbara Teyde - Raquel
- Jorge Palacios - Reynaldo
- Hilda Vera - Dolores
- Amalia Pérez Díaz - Josefina
- María Teresa Acosta
- Tomás Henríquez - Padre Anselmo
- Elio Rubens - Gerardo
- Agustina Martín - Estrella
- Haydée Balza - Carolina
- América Barrios - Graciela
- Francisco Ferrari - Nicolás
- Carmen Victoria Pérez - Yolanda
- Raquel Castaños - Merceditas
- Tony Rodríguez - Pedrito
- Mauricio González - Rafael
- Yolanda Méndez - Niurka
- Carlos Márquez - El Duque
- Enrique Benshimol - Fabián, El Embajador
- Guillermo González - Leonardo
- Héctor Mayerston - Alberni
- Aurora Mendoza - Amalia
- Liliana Durán - Iris
- Martha Carbillo - Sara
- Martha Mijares - Susana
- Carmencita Padrón - Julia
- Arturo Calderón - Zamuro
- Alexis Escámez - Toto
- Dante Carlé - Dr. Romero
- Francisco Moreno - Pablo
- Luis Calderón - Marcos
- Humberto Tancredi - Rogelio, el matón
- Jimmy Verdúm - Alí
- Mario Santa Cruz - Jefe Civil
- Julio Capote - Detective
- Cristina Fontana - Liliana
- Yolanda Muñoz - Clarita
- Juan Manuel Montesinos  - Darío

## Versiones
Esta telenovela tiene su origen en la radionovela "La virgen del cerro" de la escritura cubana Inés Rodena. De esta radionovela también se hicieron otras versiones:
- "Marielena" (1980) con María Conchita Alonso y Jean Carlo Simancas.
- "Déjame vivir" (1982) con Daniela Romo y Gregorio Casal.
- "El engaño" (1990) con Gigi Zanchetta, Gabriel Fernández y Milena Santander.
- "Valeria" (2008) con Alejandra Lazcano y Jorge Reyes, con Carolina Tejera.
- "Calle Luna, Calle Sol(2009) con Mónica Spear y Manuel Sosa.